# Thomas Stephens
Thomas Stephens (c.1549 – 1619) foi um padre inglês e missionário jesuíta na Índia portuguesa, escritor e linguista (com foco no marata e concani).
Educado em Oxford, o padre Thomas Stephens foi um dos primeiros missionários cristãos ocidentais na Índia. Ele, com Roberto Nobili, ajudou a converter a classe superior da sociedade indiana ao adotar as práticas locais e ao escrever livros nas línguas indianas. Stephens produziu o Krista Purana (História de Cristo), enquanto se considera que Noibli escreveu Ezourvedam - uma adaptação do Iajurveda em Tâmil, apresentando Cristo (Ezous) ao leitor em termos do sistema de crenças indiano da época.

## Primeiros anos e estudos
Filho de um comerciante, Stephens nasceu em Bushton, Wiltshire, Inglaterra, e estudou em Oxford antes de se tornar um católico. Foi para Roma, onde ingressou na Companhia de Jesus em 1575. Estudou filosofia no Collegio Romano antes de partir para Lisboa, a caminho de Goa. Chegou ao seu destino em 24 de outubro de 1579, sendo provavelmente o primeiro inglês a pisar em solo indiano, alegação que é, entretanto, contestada por G. Schurhammer e outros. Depois de alguns meses de estudos teológicos, ele foi, em 1580, ordenado ao sacerdócio. Aprendeu a ler e a escrever em concani e marata.

## Em Goa
Ele era o superior de Salcete (1590-1596) e, nessa condição, teve que lidar com as consequências da morte dos chamados mártires de Cuncolim (1583). Com exceção de um ano em Vasai (Bassein), uma cidade de domínio português localizado ao norte de Bombaim (Mumbai), ele passou todos os seus anos pastorais em Salcete, sendo pároco em Margão, Benaulim, Marmugão, Navelim e vários outros lugares.
Provavelmente Roberto de Nobili, SJ, conheceu Thomas Stephens ao desembarcar em Goa, antes de prosseguir para a Missão Madurai. Falcao mostrou que existem termos comuns a ambos os pioneiros da inculturação, por exemplo, jnana-snana (banho de conhecimento ou iluminação), um termo que Stephens usou para o batismo e que Nobili parece o ter emprestado; o termo ainda é atual no Tâmil para usos cristãos. Stephens morreu em Salcete, Goa, em 1619, com cerca de 70 anos.

## Variações no nome
Existem muitas variações do nome de Thomas Stephens. Cunha Rivara observa que a Bibliotheca Lusitana "claramente, mas erroneamente, chama-o de Esteves". JL Saldanha observa: “Entre seus irmãos clericais, ele era conhecido como Padre Estevam, e os leigos parecem ter melhorado o nome e o transformaram em Padre Busten, Buston, e o grandioso e sonoro de Bubston.”  Saldanha também observa que Monier-Williams dá o nome de 'Thomas Stevens', enquanto aponta que a História da Igreja de Dodd fala de Stephen de Buston ou Bubston. Mariano Saldanha, em vez disso, dá o nome de 'Tomás Estêvão'. A própria Enciclopédia Católica (veja os Links Externos abaixo) parece ter dois registros para a mesma pessoa: Thomas Stephens e Thomas Stephen Buston.
Essas variações, com as variações nos títulos do Khristapurana, aumentam a dificuldade de rastrear edições impressas e cópias manuscritas do último.

## Realizações

### No inglês
Antes do final do século, Stephens já era conhecido na Inglaterra graças a uma carta que escreveu para seu pai e publicada no segundo volume das Principais Navegações de Richard Hakluyt, na qual ele descreve a Índia Portuguesa e suas línguas.

### No concani
Stephens, acima de tudo, é lembrado por sua contribuição para o concani na escrita romana.